# 玛丽克·凯泽
玛丽克·凯泽（荷蘭語：Marieke Keijser，1997年1月21日—），荷兰女子赛艇运动员，2017年世界赛艇锦标赛女子轻量级单人双桨银牌得主、2018年世界赛艇锦标赛女子轻量级双人双桨铜牌得主、2019年世界赛艇锦标赛女子轻量级双人双桨银牌得主、2020年夏季奥运会女子轻量级双人双桨铜牌得主。